# Dieren en geluid
Het gehoor van een dier kan heel anders zijn dan dat van een mens.

## Horen van geluid
De gehoordrempel kan op een ander niveau liggen, maar ook horen dieren andere frequenties dan mensen. Zo kunnen vleermuizen een veel breder frequentiegebied horen, en kikkers een veel smaller frequentiegebied. Het meten van de gehoordrempel bij dieren is moeilijk. De dieren moeten daarvoor eerst getraind worden om als ze een signaal horen daarop te reageren.
Hieronder een aantal voorbeelden:
- Vleermuis: 100 - 100.000 Hz
- Hond: 10 - 35.000 Hz
- Olifant: 1 - 20.000 Hz
- Kikker: 100 - 2.500 Hz
- Mens: 20 - 20.000 Hz

Er zijn ook dieren die vrijwel geen gehoor hebben. Slangen bijvoorbeeld kunnen geen geluid horen, maar kunnen wel trillingen waarnemen die via de bodem hun lichaam bereiken. Spinnen hebben haar op hun poten waarmee ze geluid kunnen waarnemen.
Of dieren ook geluidshinder ervaren is nog moeilijker te bepalen. Sommige weidevogels en bosvogels vertonen gedrag dat erop wijst dat ze stillere plekken verkiezen boven lawaaiige plekken (zie ook bij grutto). De koolmees zingt in stedelijk gebied met veel achtergrondlawaai anders dan mezen die in bossen wonen.

## Maken van geluid
Vleermuizen gebruiken hun gehoor voor echolocatie. Dit lijkt op sonar. De vleermuizen maken zelf hoogfrequent piepgeluid en kunnen aan het teruggekaatste geluid horen waar een prooi zich bevindt, of waar obstakels staan.
Walvissen en dolfijnen gebruiken geluid om onderling te communiceren. Geluid, zeker geluid van lage frequenties, wordt door water vrijwel niet geabsorbeerd, zodat walvissen elkaar op grote afstand kunnen horen. Ook olifanten communiceren met elkaar met laagfrequente geluiden.
Ook veel zoogdieren maken geluid. Koeien loeien, katten miauwen, honden blaffen. Veel vogels gebruiken geluid om onderling te communiceren.
De meeste vissen maken geen geluid, maar er zijn uitzonderingen. Mannelijke slijmvissen van de soort Parablennius parvicornis (familie van de Blennioidei) maken geluid tijdens het paringsritueel.
De pistoolgarnaal kan harde knallen maken om zijn prooi te verdoven.